# Estación Malvilla
Malvilla fue una estación de ferrocarriles chilena ubicada en la comuna de San Antonio, región de Valparaíso. Esta estación fue parte del Ramal Santiago-Cartagena.

## Historia
Con la construcción del ferrocarril que conectó a la ciudad de Santiago con Melipilla, la sección Puangue-Leyda fue construida a fines de la década de 1910, siendo la vía hasta Mavilla fue terminada el 17 de enero de 1909, y entrega a EFE para su uso el 10 de mayo.
Para 1960 la estación aún no contaba con electricidad, siendo que esta estación poseía un alto tráfico de carga y pasajeros. Los servicios de pasajeros dejaron de operar en la década de 1990.
Luego de la pandemia de COVID-19 en Chile, los servicios turísticos del Tren del Recuerdo fueron reinaugurados luego de dos años conuna actividad en esta estación. Desde 2023 se desarrolla una actividad de trekking en las inmediaciones de la estación.

## Infraestructura
Originalmente la estación contaba con un edificio principal de dos pisos. Actualmente, de la estación solo quedan los cimientos de la cabina de maniobras y los andenes, además de la base de la cabina de movilización y vestigios de la copa de agua del lugar.

## Servicios
Actualmente la estación presta servicios de cruce entre trenes de carga y turísticos. Puntualmente la estación presenta detenciones turísticas.

### Turísticos
El Tren del Recuerdo es un servicio turístico que recorre desde la estación Central de Santiago hasta la estación de San Antonio, por medio del ramal Santiago-Cartagena. El 27 de enero de 2024 inició un servicio turístico entre la estación Rancagua y la estación San Antonio que utiliza el ramal Paine-Talagante, haciendo cambio de vía en la estación Paine.